# Шумилины
Шумилины  — дворянский род.
Внесён в родословные книги Санкт-Петербургской губернии.

## Происхождение рода
Основателем дворянской линии является Я. А. Шумилин, дослужившийся от рядового до майорского чина и внесенный в родословную книгу в 1814 году.

## Представители
Александр Шумилин  (ок. 1745 – пос. 1789), солдат 4-й роты тверского гарнизона. Жена: Мария Федоровна (ок.1748 - пос.1781). Дети: Анна, Яков, Петр.
Анна Александровна Шумилина (ок. 1764 – пос. 1781). Замужем за батальонным барабанщиком Симоном Серковым.
Петр Александрович Шумилин (06.01.1781 – 10.01.1781).
- Яков Александрович Шумилин (1773 – 03.04.1818). Начал службу рядовым в том же тверском гарнизонном батальоне. Участник русско-шведской войны (1788 – 1790) в гребном флоте в битвах при Березовых и других островах. С 1791 года – фурьер, а с 1794 –  сержант. В 1797 году переведен в Тенгинский мушкетерский полк (тогда носивший имя графа Эльмпта), где был аудитором (1798) и квартирмейстером (1800)[6]. В 1803 году стал титулярным советником с оставлением при прежней должности. В 1804 году, по предложению А.Е. Мясоедова, назначен бухгалтером Экспедиции поправления Кронштадтского морского порта. В 1812 году переведен в чин 8-го класса[7] и вскоре утверждён в потомственном дворянстве. Жена: Елена Карловна Миннеман[8] (ок. 1780 – пос. 1831). 
  - Екатерина Яковлевна Шумилина (*1802 – пос. 1818).
  - Александр Яковлевич Шумилин (14.10.1803 – 10.08.1873). Генерал-майор (на службе — полковник[9]). Окончил Павловский кадетский корпус, где стал преподавателем русского языка. В 1841 году переведен во 2-й Кадетский корпус[10] (под начальство А.И. Бибикова) и служил полицеймейстером[11]. В конце жизни страдал от катаракты обоих глаз и при личном содействии П.Г. Ольденбургского получил возможность сделать операцию «на счет Его Императорского Высочества»[12]. Жена: Мария Васильевна Кадникова (27.06.1807 – 27.03.1871) из дворян Костромской губернии. Дочь Василий Ивановича Кадникова и Анны Ивановны Баклановской.
    - Елена Александровна Шумилина (17.08.1831 – 21.02.1833).
    - Анна Александровна Шумилина (02.02.1833 – 20.01.1901). Вместе с сестрами Екатериной и Марией обучалась в Александровском училище. Была в браке с генерал-майором Александром Алексеевичем Киткиным (управляющим Гатчиной в 1882 – 1885 гг.)[13].
    - Екатерина Александровна Шумилина (01.02.1834 – 12.03.1896). В браке[14] с генерал-майором Николаем Николаевичем Светлицким (11.01.1836 – пос.1902), директором Орловского-Бахтина Кадетского корпуса, братом К.Н. Светлицкого.
    - Юлия Александровна Шумилина (26.01.1835 – 01.12.1835).
    - Александра Александровна Шумилина (27.12.1836 – 29.12.1838).
    - Мария Александровна Шумилина (19.07.1838 – 11.03.1840).
    - Александр Александрович Шумилин (16.07.1840 – 13.02.1884). Выпускник 2-го Кадетского корпуса. Поступил в Санкт-Петербургский гренадерский полк Вильгельма III. В 1861 году окончил Николаевскую инженерную академию. Переведён в Интендантское управление Оренбургского военного округа как чиновник особых поручений. С 1868 года возвращен в Петербург и вскоре переведен Главное Интендантское Управление, где впоследствии стал столоначальником (1875). С 1878 года — подполковник. В 1882 году отчислен за штат и работал помощником бухгалтера. Погребен на кладбище Новодевичьего монастыря[15]. Женат на дочери генерал-майора Ольге Васильевне Белостоцкой (06.06.1844 – 19.04.1919), сестре А.В. Белостоцкого.
      - Василий Александрович Шумилин-Шумский (27.07.1872 – 05.12.1942). Учился в Первой гимназии. В 1892 году окончил 2-й Кадетский корпус. Поступил в 147-й полк, откуда уволен по болезни и стал канцелярским чиновником. Работал в Лесном Департаменте (1894 – 1903), затем в Санкт-Петербургском коммерческом суде (1903), канцелярии Губернатора (1903 – 1905) и Губернском Присутствии (1905 – 1908). В 1908 году перемещен в Казенную палату. С 1910 – почетный член Санкт-Петербургского совета детских приютов. С 1916 года стал коллежским советником и перешёл в отдел Воздушного плавания Главного управления кораблестроения[16]. В 1920 – 1921 гг. – старший делопроизводитель и комендант отдела изысканий Волховстроя, затем работал в образовательных учреждения Великого Новгорода. Умер в эвакуации в селе Покровское Егоршинского района Свердловской области. Первая жена Екатерина Николаевна Светлицкая (04.11.1864 – 13.11.1898), от которой родились Владимир и Ольга. Вторая жена Ольга Павловна Киткина (28.05.1868 – 10.10.1918), сестра Петра Павловича и Александра Павловича Киткиных. В этом браке появились Елена и Александр.
        - Владимир Васильевич Шумилин (18.06.1896 – 27.02.1970). Родился на даче в деревне Александровке Андреевской волости Звенигородского уезда. В начале Первой мировой войны отправился на фронт с Лейб-Гвардии Петроградским пехотным полком. Контужен в голову и спину 7 сентября 1916 под деревней Шельвов[17]. 20 ноября 1916 года поступил в Кисловодский лазарет № 6[18]. 19 мая 1917 года переведен в штабс-капитаны. В Белой армии в штабе 2-й кавалерийской дивизии до эвакуации из Крыма. Эвакуирован на корабле «Аю-Даг»[19]. Оказался в Париже. Состоял в русском «Гвардейском Объединении» во Франции и «Главном объединение лейб-гвардии Петроградского полка». С 1936 года стал членом «Союза ревнителей памяти императора Николая II»[20]. Окончание Второй мировой войны встретил в Инсбруке. Переехал в Буэнос-Айрес (Биша Башестер). Жена: Екатерина Алексеевна.
        - Ольга Васильевна Шумилина (13.04.1898 – 08.04.1942). Училась в Демидовской гимназии. Умерла от дистрофии в блокаду.
        - Елена Васильевна Шумилина (19.09.1901 – 14.09.1996). Педагог. Выпускница Демидовской гимназии (с серебряной медалью)[21]. Переехала в Могилёв. Со времени жизни и учебы в Петрограде была знакома с композитором Д.Б. Кабалевским, переписку с которым продолжала всю жизнь. В годы войны вместе со средней дочерью Татьяной находилась в эвакуации. Дети Евгения и Анатолий угнаны фашистами на работы в Германию, а затем в Австрию. Семья воссоединилась после окончания войны. Муж: Яков Евтихиевич Малахов (10.1893– 25.06.1961).
        -  Александр Васильевич Шумилин (19.02.1907 – 03.10.1991). Окончил Политехнический институт. Стал ассистентом учебного комбината Гражданского воздушного флота[22], а с 1933 –  инженером НИИ № 45. В поздние годы был преподавателем. Жена Клеопатра Яковлевна Шматина (01.06.1907 Велиж – 15.08.1985). Врач. С 1951 года – заведующая санитарным отделом Эпидемиологической станции Петроградского района[23].
          - Валерий Александрович Шумилин (03.07.1935 – 03.12.2016). Поэт, прозаик, сценарист, публицист[24]. Окончил отделение журналистики филологического факультета ЛГУ[25]. Публиковался в сатирических («Крокодил» и «Боевой карандаш») и детских («Мурзилка», «Веселые картинки», «Костер», «Пионер»)[26] изданиях. Член союза писателей России (с 1990 года). Автор текстов песен[27], в т.ч. «Люби Россию в непогоду...»[28]. В последние годы публиковал статьи, сборники детских стихов религиозно-нравственного содержания[29] и стихи о блокаде[30]. От брака с Сусанной Николаевной Нефёдкиной (18.12.1936 Киров – 02.03.2010) родились дети Михаил и Надежда, а – с Ниной Яковлевной Кулик (05.06.1954) Александр.
            - Михаил Валерьевич Шумилин (08.02.1961 – 11.09.1991).
            - Надежда Валерьевна (Шумилина, Кузнецова, Волконская) Балсамо (17.04.1966). Журналист, поэтесса[31],[32],[33]. Окончила ЛИИЖТ. Учредитель и редактор газеты «Невские перспективы» Невского района. Участник избирательных компаний как организатор, наблюдатель и кандидат[34]. В браке с Владимиром Мстиславовичем Кузнецовым (05.07.1958) родился сын Иван.
            - Александр Валерьевич Шумилин (24.05.1982 – 14.08.2003).

          -  Ольга Александровна Шумилина (01.09.1943). Преподаватель, сурдопедагог. Выпускник РГПУ им. Герцена. Возглавляла Санкт-Петербургское региональное отделение «Всероссийского общества глухих»[35], выступая в защиту прав людей с ограничением слуха[36][37]. Супруг Борис Иванович Новосёлов (10.04.1941), художник-оформитель. Дочь Елена.

      - Мария Александровна Шумилина (25.06.1874 – 08.02.1921 Петроград). Жила при семье брата.
      - Ольга Александровна Шумилина (16.06.1876 – пос.1921 Ленинград). Вместе с младшей сестрой Анной училась некоторое время в Императорском воспитательном обществе благородных девиц. Впоследствии на них с сестрой была оформлена дворянская опека (при попечительстве матери)[38]. Муж (с 1901) Николай Арсеньевич Дамич (26.02.1868 - 04.12.1941 Салоники), подполковник, участник Первой мировой войны. Сын Георгий (15.04.1907 - ?).
      -  Анна Александровна Шумилина (20.08.1878 – 1942). Замужем за Алексеем Алексеевичем Белостоцким (29.02.1884 – 10.05.1906), сыном А.В. Белостоцкого. Дочь Марина.

    - Мария Александровна Шумилина (20.07.1841 – 09.03.1918). Выпускница Смольного института (1860 г.)[39]. Подруга писательницы С.И. Лаврентьевой[40]. Погребена на Волковском кладбище.
    - Василий Александрович Шумилин (17.10.1843 – 09.02.1844).
    -  Николай Александрович Шумилин (02.12.1845 – 31.07.1851).

  - Мария Яковлевна Шумилина (*1805 – пос. 1818).
  - Елизавета Яковлевна Шумилина (07.08.1807 – 24.06.1858). В последние годы работала помощницей надзирательницы в больнице «Всех Скорбящих радости»[41].
  - Николай Яковлевич Шумилин (1810/1 – пос.1818).
  - Александра Яковлевна Шумилина (13.05.1812 – 23.07.1812).
  - Анна Яковлевна Шумилина (13.11.1815 – 03.04.1841). Обучалась в военном отделении общества благородных девиц[42].
  - Анастасия Яковлевна Шумилина (17.10.1816 – пос.1864). Жила при семье брата.

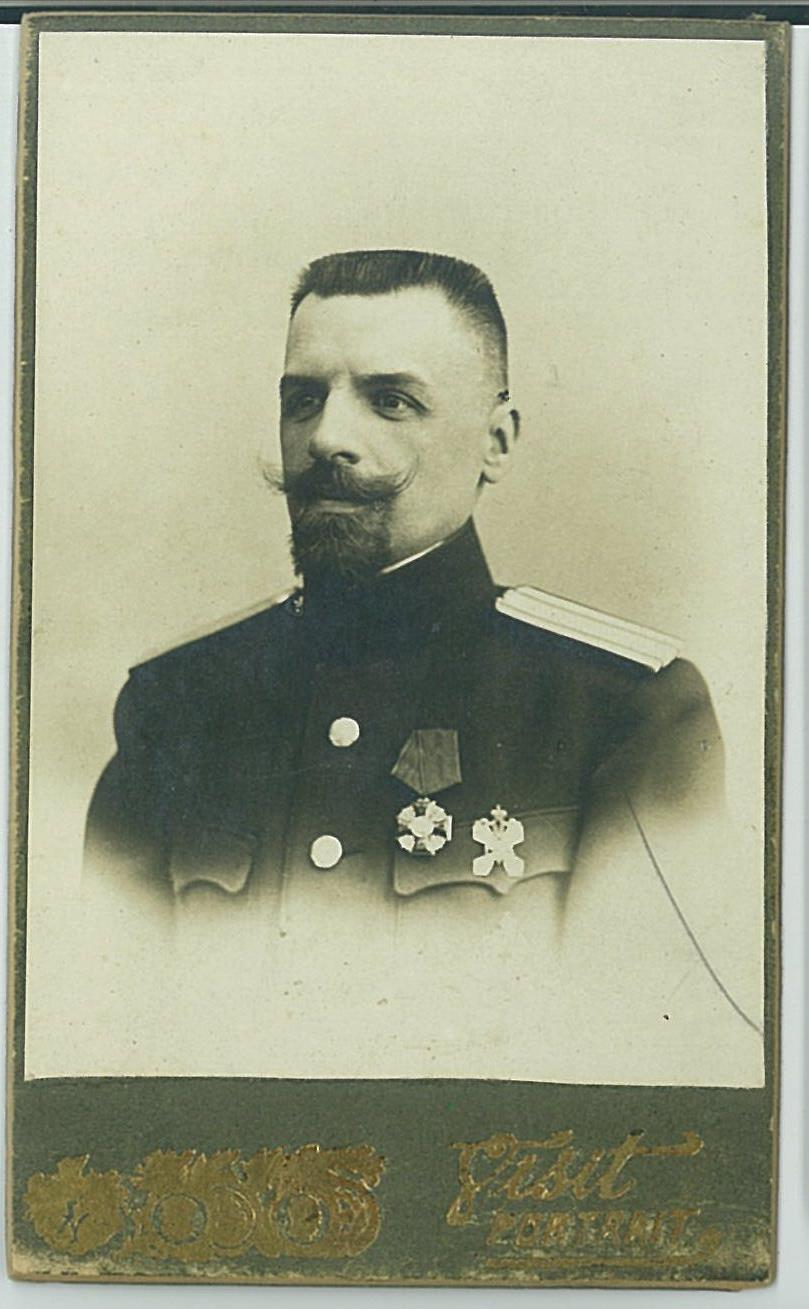
Василий Александрович Шумилин (1872-1942)
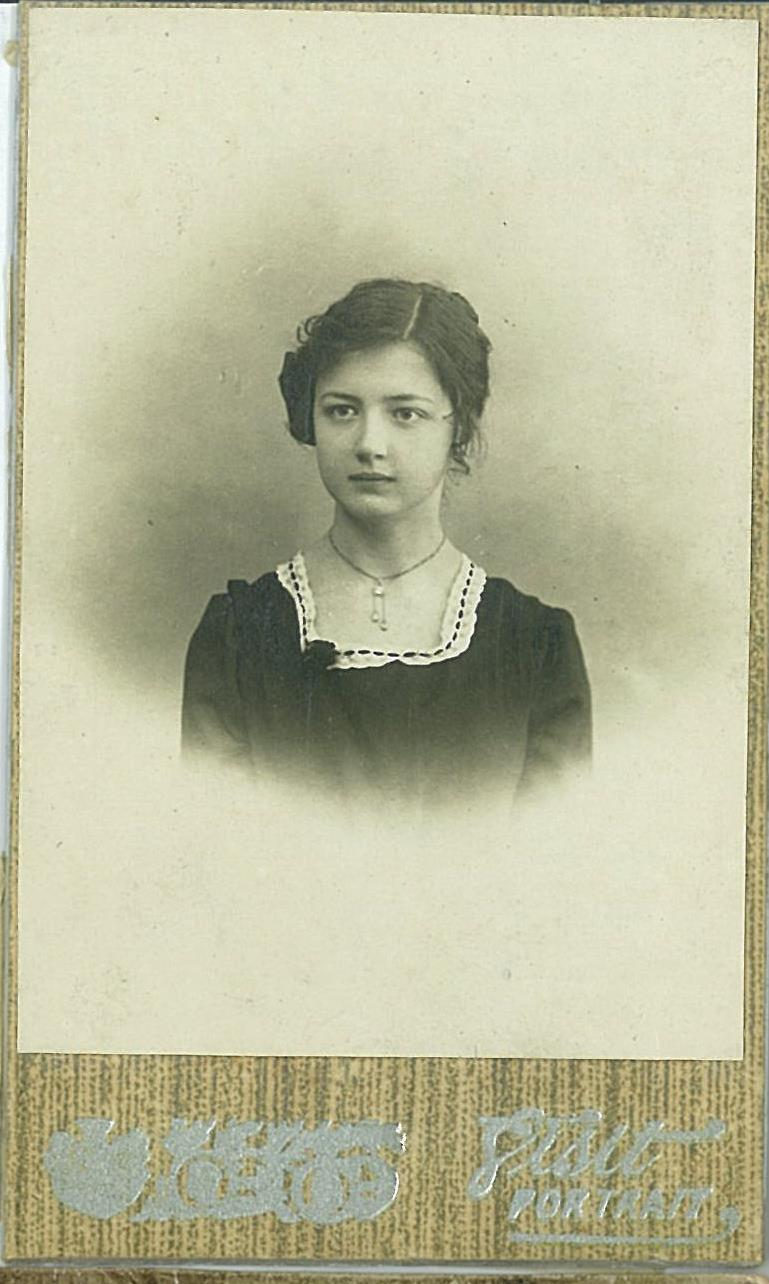
Елена Васильевна (Шумилина) Малахова (1901-1996)
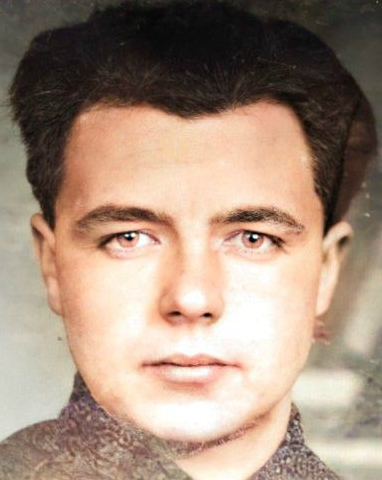
Александр Васильевич Шумилин (1907-1991)
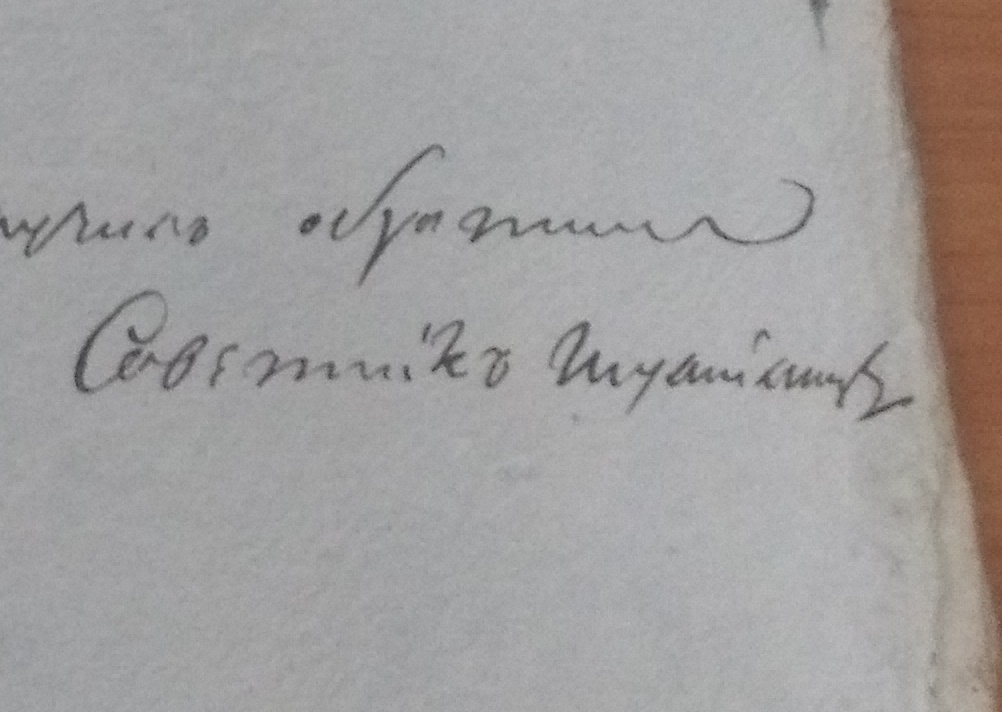
Подпись Якова Александровича Шумилина (1803-1804). РГАВМФ
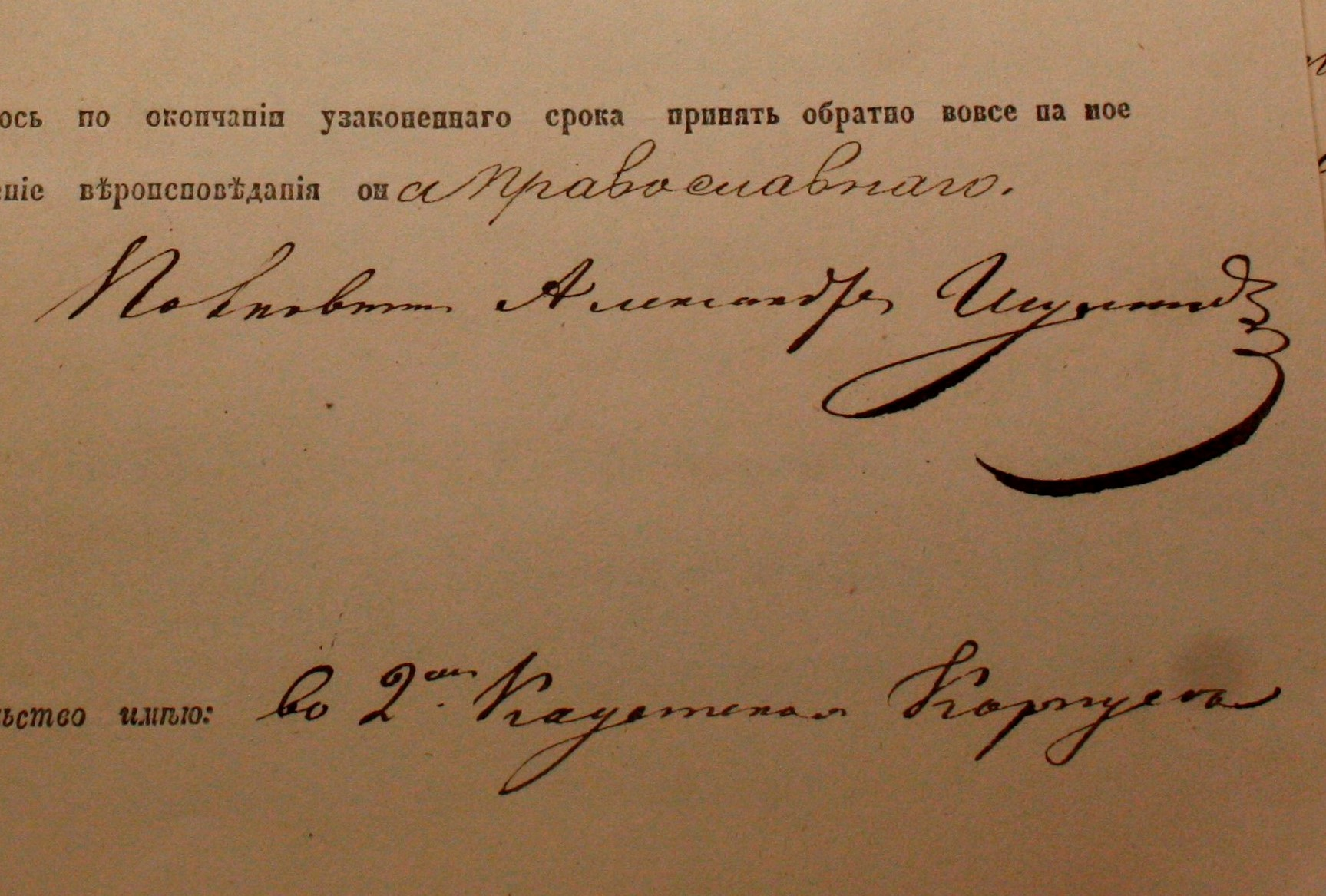
Подпись Александра Яковлевича Шумилина (1854 г., ЦГИА СПб)
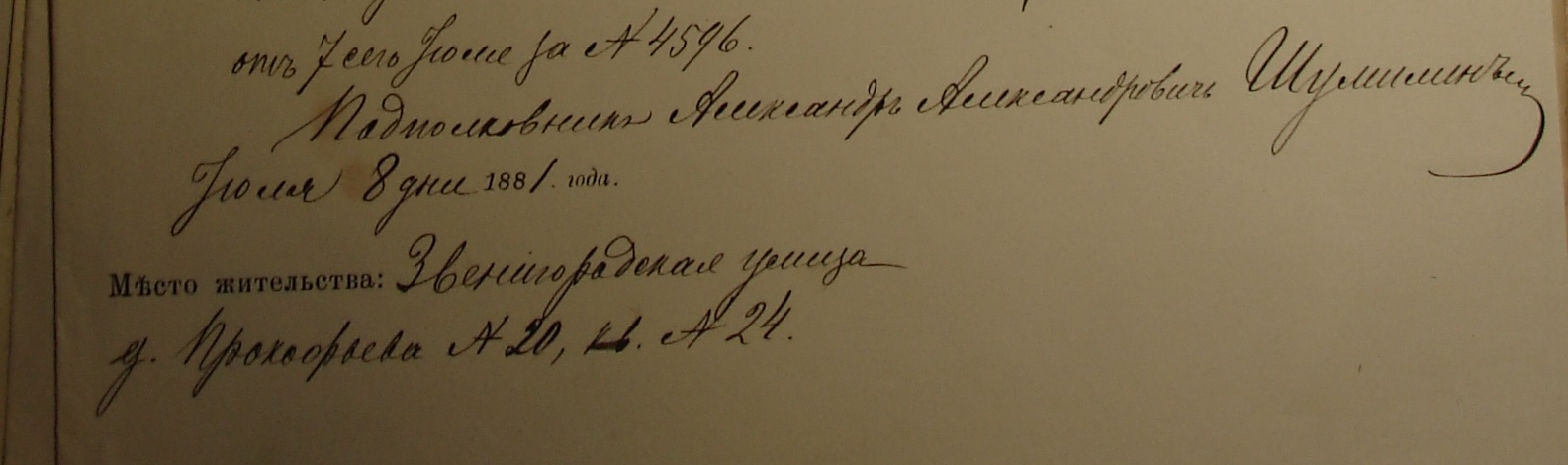
Подпись Александра Александровича Шумилина (1881). ЦГИА СПб